# Покриття множини
В математиці, покриттям множини {\displaystyle X} називають сімейство множин, об'єднання яких містить {\displaystyle X} як підмножину. Формальною мовою, якщо
{\displaystyle C=\lbrace U_{\alpha }:\alpha \in A\rbrace }
є індексованим сімейством множин {\displaystyle U_{\alpha }}, тоді {\displaystyle C} є покриттям для {\displaystyle X}, якщо
{\displaystyle X\subseteq \bigcup _{\alpha \in A}U_{\alpha }.}

## Означення
Покриття множини {\displaystyle X} — це сімейство {\displaystyle C=\{O_{\alpha }\}} таких множин {\displaystyle O_{\alpha }}, об'єднання яких містить задану множину:
{\displaystyle X\subseteq \bigcup O_{\alpha }}
Якщо всі множини, що входять в цю сім'ю, є відкритими (є елементами топології), то таке покриття називають відкритим. Будь-яка підмножина із сімейства покриття {\displaystyle D\subset C}, яка теж є покриттям для {\displaystyle X} називається підпокриттям множини {\displaystyle X}.
Відкрите покриття:
Якщо {\displaystyle (X,\;{\mathcal {T}})} —— топологічний простір і {\displaystyle A} підмножина {\displaystyle X}, то відкритим покриттям множини {\displaystyle A} називається такий набір {\displaystyle \{O_{\alpha }\}} відкритих множин {\displaystyle O_{\alpha }}, який її містить:
{\displaystyle A\in \subset \bigcup \limits _{\alpha }O_{\alpha }}
Піднабір з {\displaystyle \{O_{\alpha }\}} який теж містить {\displaystyle A} називають підпокриттям.

## Подрібнення
Подрібненням {\displaystyle D} покриття {\displaystyle C} називається таке покриття, кожна множина якого міститься хоча б в одній з множин {\displaystyle C}. Нехай {\displaystyle C=\{O_{\alpha }\}} — покриття множини {\displaystyle X}. Покриття {\displaystyle D=\{V_{\beta }\}} називатиметься подрібненням {\displaystyle C}, якщо:
{\displaystyle \forall \beta \ \exists \alpha \ V_{\beta }\subseteq O_{\alpha }}.
Кожне підпокриття є подрібненням, проте не навпаки.

## Локально-скінченне покриття
Покриття топологічного простору {\displaystyle \{V_{\beta }\}} називається локально-скінченним, якщо будь-яка точка топологічного простору має такий окіл, що перетинається лише із скінченною кількістю множин покриття:
{\displaystyle \forall x\in X\,\exists W,\,W\cap V_{\beta }\neq \emptyset ,\beta =1\ldots N}, {\displaystyle W} — окіл {\displaystyle x}